# Софи и Магали
Софи Жиль и Магали Жиль (франц. Sophie Gilles et Magali Gilles, род. 24 августа 1962 года) — музыкальный дуэт сестёр-близняшек из города Нейи-сюр-Сейн, Франция.
Музыкальный дуэт известен тем, что представлял Люксембург на Евровидении в 1980 году с песней «Papa Pingoun» (Папа-пингвин), и заняли 9 место. Песня «Papa Pingoun» была настолько известна во Франции, что было продано более миллиона копий сингла. Потом дуэт выпустили сингл «Arleguin», однако сингл так плохо продавался, что из немецкий продюсер Ральф Сигель снял дуэт с лейбла «Ariola». Вскоре новый продюсер Чарльз Талар дал им второй шанс, и дуэт выпустили два сингла «Toi» и «Les nanas de Zorro», однако синглы были также неудачными, и дуэт распался. В конце 1980-х Магали заразилась ВИЧ и умерла от СПИД в апреле 1996 года. Софи страдала депрессией и жила на юге Франции. Она умерла в 2019 году. Дискография Софи и Магали: 1980 год — «Papa Pingoun», 1980 — «Arleguin», 1980 -«Tous les enfants du monde», 1981 — «Les Nanas de Zorro», 1981 — «Poupée qui chante, poupée que pleure», 1981 — «Toi», 1981 — «Tous les enfants chantent Noël».